# Muriel Pic
Pour les articles homonymes, voir Pic.
Muriel Pic est une écrivaine, critique littéraire et traductrice française, née le 10 novembre 1974 à Nice.

## Biographie

### Origines et famille
Muriel Pic naît le 10 novembre 1974 à Nice. Elle grandit avec sa mère chez ses grands-parents maternels à Menton, dans les Alpes-Maritimes, puis dans l'Ain et à Lyon.
Elle est en couple avec l'écrivain suisse alémanique Lukas Bärfuss et mère d'un enfant, issu d'une précédente relation avec le politologue Yves Sintomer.

### Études et parcours professionnel
En 2003, Muriel Pic soutient sa thèse en littérature, arts et sciences du langage à l'École des hautes études en sciences sociales. Sa thèse donne lieu à publication en 2006, sous le titre Le désir monstre : poétique de Pierre Jean Jouve.
Après son doctorat, elle conduit des recherches sur W.G. Sebald à l'Université libre et au Centre Marc Bloch à Berlin : réception de la guerre, montage de documents, imaginaires de l'archive, texte et image, écriture microhistorique. 
De 2007 à 2014, elle est enseignante et chercheuse à l'Institut de littérature française de l'Université de Neuchâtel. 
Elle est ensuite professeure à l’Institut de langue et de littérature françaises de  l’Université de Berne.  Ses recherches portent sur les liens entre littérature et médecine. Dans cette perspective,  Muriel Pic propose une approche  des humanités médicales par la création littéraire. L’écoute du corps est confrontée à l’écoute des mots, la formule poétique à la formule pharmaceutique.
De 2016 à 2022, elle mène un projet de recherche intitulé Par la voie des nerfs. Poétique et esthétique de la cénesthésie chez Henri Michaux (1899-1984). Elle analyse le rôle des écrits d'Henri Michaux sur les savoirs  psychopharmacologiques des années 1950-1960 en Suisse et en France. 
Elle est habilitée à diriger des recherches.

### Parcours littéraire
À titre d'autrice, Muriel Pic publie des œuvres littéraires. À partir d’archives, elle développe une forme poétique, l’élégie documentaire. Ses livres sont souvent écrits avec des images et des documents trouvés dans le monde entier, la collecte est pour elle un geste artistique, auquel elle consacre un numéro de la revue Critique. 
Le récit En regardant le sang des bêtes est un dialogue avec le film de Georges Franju.
En 2017, Muriel Pic retrouve la collection de timbres de son grand-oncle né en 1923 et mort en 2001. Cet objet est le point de départ d'une enquête littéraire qu'elle publie en 2020 sous le titre Affranchissements,.
Elle expose en 2017 ses collages et réalise en 2019 le film Bêtes en miettes, un found footage sélectionné dans plusieurs festivals.
En 2022, elle publie L’argument du rêve. Cette fois, Muriel Pic étudie trois îles, Okinawa au Japon, Orplid et l'île de Patmos qui sont à la fois des territoires d’utopie et de désastre. Puis, elle situe ses "montages documentaires" dans une ancienne forme littéraire de l’essai, le dialogue des morts, où l’on "retrouve toutefois à l’œuvre ce mélange d’érudition et d’onirisme qui fonde l’inimitable poétique divagante et documentaire de Muriel Pic".

## Publications
- Pierre Jean Jouve. Le Désir monstre, Paris, Le Félin, 2006, 336p. (ISBN 2-86645-629-7)
- Pierre Jean Jouve, Lettres à Jean Paulhan, Paris, Editions Claire Paulhan, 2006, 253p. (ISBN 2-912222-26-5)
- W. G. Sebald. L’image papillon, Paris, Editions les presses du réel, 2009, 208p. (ISBN 978-2-84066-309-6)
- Les désordres de la bibliothèque, Paris, Editions Filigranes, 2010, 72p. (ISBN 978-2-35046-205-9)
- Edith Boissonnas, Henri Michaux, Jean Paulhan, Mescaline 55 (édition, préface), Paris, Editions Claire Paulhan, 2014, 288p. (ISBN 978-2-912222-49-7)
- Edith Boissonnas et Jean Dubuffet, La vie est libre, correspondances et documents (édition, préface), Genève, Zoé, 2014, 216p. (ISBN 978-2-88182-920-8)
- Walter Benjamin. Lettres sur la littérature (édition, préface & traduction avec Lukas Bärfuss), Genève, Zoé, 2016, 160p. (ISBN 978-2-88927-317-1)
- Élégies documentaires, Paris, Éditions Macula, 2016, 88 p. (ISBN 978-2-86589-095-8)
- En regardant le sang des bêtes, Lyon, Trente-trois morceaux, 2017, 88 p. (ISBN 979-10-93457-05-5)
- Affranchissements, Paris, Seuil, 2020, 288 p. (ISBN 978-2-02-144777-4)
- L'argument du rêve, Genève, Héros-limite, 2022, 167 p. (ISBN 978-2-88955-059-3)
- Dialogues des morts sur l’amour et la jouissance, Genève, Héros-limite, 2023, 128 p. (ISBN 978-2-88955-087-6)
- Rosa Luxemburg, Herbier de prison (édition, préface, traduction), Genève, Héros-limite, 2023, 355p. (ISBN 978-2-88955-090-6)

## Livres traduits
- As desordones da biblioteca, tradução de Eduardo Jorge de Oliveira, Relicário, 2015, 92p.  (ISBN 9788566786163)
- Reliquie moderne. Fotografia e sentimento religioso, trad. Valeria Riguzzi, Edizioni Dehoniane Bologna, 2016, 56p. (ISBN 881055552X)
- Elegische Dokumente, aus dem Französischen übersetzt von Lukas Bärfuss, Wallstein Verlag, 2018, 144p. (ISBN 978-3-8353-3362-8)
- Mescalina 55 – Henri Michaux, Jean Paulhan, Edith Boissonnas, traducción de Hugo Alejandrez, Canta Mares, 2020, 307p. (ISBN 9786079888909)

## Prix
- Mention spéciale du jury, Prix Wepler, 2020[14]
- Prix de poésie Pierrette-Micheloud, 2022[21]